# Bad Fischau-Brunn
Bad Fischau-Brunn é um município da Áustria localizado no distrito de Wiener Neustadt-Land, no estado de Baixa Áustria.